# العلاقات الصينية الكازاخستانية
العلاقات الصينية الكازاخستانية هي العلاقات الثنائية التي تجمع بين الصين وكازاخستان.

## مقارنة بين البلدين
هذه مقارنة عامة ومرجعية للدولتين:
| وجه المقارنة                                              | الصين                    | كازاخستان                      |
| --------------------------------------------------------- | ------------------------ | ------------------------------ |
| المساحة (كم2)                                             | 9.60 مليون               | 2.72 مليون                     |
| عدد السكان (نسمة)                                         | 1.33 مليار               | 17.95 مليون                    |
| الكثافة السكانية (ن./كم²)                                 | 138.54                   | 6.6                            |
| العاصمة                                                   | بكين                     | نور سلطان                      |
| اللغة الرسمية                                             | اللغة الصينية القياسية   | اللغة القازاقية، اللغة الروسية |
| العملة                                                    | رنمينبي                  | تينغ كازاخستاني                |
| الناتج المحلي الإجمالي (بليون دولار)                      | 12.24 تريليون            | 159.41 مليار                   |
| الناتج المحلي الإجمالي (تعادل القوة الشرائية) بليون دولار | 19.82 تريليون            | 439.39 مليار                   |
| الناتج المحلي الإجمالي الاسمي للفرد دولار أمريكي          | 8.03 ألف                 | 10.51 ألف                      |
| الناتج المحلي الإجمالي للفرد دولار أمريكي                 | 13.21 ألف                | 24.23 ألف                      |
| مؤشر التنمية البشرية                                      | 0.728                    | 0.788                          |
| رمز المكالمات الدولي                                      | +86                      | +7                             |
| رمز الإنترنت                                              | .cn، .中国 ‏، .中國 ‏      | .kz، .қаз ‏                     |
| المنطقة الزمنية                                           | توقيت الصين، ت ع م+08:00 | ت ع م+05:00، ت ع م+06:00       |

## مدن متوأمة
في ما يلي قائمة باتفاقيات التوأمة بين مدن صينية وكازاخستانية:
- ترتبط بكين مع نور سلطان باتفاقية توأمة منذ 14 مارس 1979.
- ترتبط بايين مع شيمكنت باتفاقية توأمة.

## منظمات دولية مشتركة
يشترك البلدان في عضوية مجموعة من المنظمات الدولية، منها:
| علم المنظمة | اسم المنظمة                               | تاريخ انضمام الصين | تاريخ انضمام كازاخستان |
| ----------- | ----------------------------------------- | ------------------ | ---------------------- |
|             | الاتحاد البريدي العالمي                   | ?                  | ?                      |
|             | بنك التنمية الآسيوي                       | 1986               | 1994                   |
|             | يونسكو                                    | 4 نوفمبر 1946      | 22 مايو 1992           |
|             | البنك الدولي للإنشاء والتعمير             | 27 ديسمبر 1945     | 23 يوليو 1992          |
|             | وكالة ضمان الاستثمار متعدد الأطراف        | 30 أبريل 1988      | 12 أغسطس 1993          |
|             | الاتحاد الدولي للاتصالات                  | 1 سبتمبر 1920      | 23 فبراير 1993         |
|             | منظمة الشرطة الجنائية الدولية             | ?                  | ?                      |
|             | مؤسسة التمويل الدولية                     | 15 يناير 1969      | 30 سبتمبر 1993         |
|             | مجموعة الموردين النوويين                  | ?                  | ?                      |
|             | الأمم المتحدة                             | 25 أكتوبر 1971     | 2 مارس 1992            |
|             | منظمة شانغهاي للتعاون                     | 26 أبريل 1996      | 26 أبريل 1996          |
|             | مؤسسة التنمية الدولية                     | 24 سبتمبر 1960     | 23 يوليو 1992          |
|             | الفريق المعني برصد الأرض                  | ?                  | ?                      |
|             | منظمة حظر الأسلحة الكيميائية              | ?                  | ?                      |
|             | المركز الدولي لتسوية المنازعات الاستشارية | 6 فبراير 1993      | 21 أكتوبر 2000         |

## أعلام
هذه قائمة لبعض الشخصيات التي تربطها علاقات بالبلدين:
- عثمان باتور (1899 – 29 أبريل 1951)
- كازاخ الصين
- كانات إسلام (ملاكم كازاخستاني، 13 سبتمبر 1984 – )
- يوشان نجياتي (ملاكم صيني، 1 يوليو 1986 – )

## وصلات خارجية
- موقع وزارة الخارجية الصينية
- موقع وزارة الخارجية الكازاخستانية